# Étienne Regnier
Ne doit pas être confondu avec Étienne Régnier (personnage).
Pour les articles homonymes, voir Regnier.
Étienne Regnier est un homme politique français né le 22 janvier 1855 à Jouy (Yonne) et décédé le 9 février 1930 à Jouy.

## Biographie
Agriculteur, il est maire de Jouy en 1901, conseiller général en 1907 et député de l'Yonne de 1919 à 1928, inscrit au groupe de la Gauche républicaine démocratique.

## Sources
- « Étienne Regnier », dans le Dictionnaire des parlementaires français (1889-1940), sous la direction de Jean Jolly, PUF, 1960 [détail de l’édition]